# Гарольд Реміс
Гарольд Аллен Рейміс (англ. Harold Allen Ramis; 21 листопада 1944, Чикаго, Іллінойс — 24 лютого 2014, там само) — американський актор, комік, режисер і сценарист. Найбільше відомий за роллю Ігона Спенглера у фільмах "Мисливці на привидів" (1984 рік) та "Мисливці на привидів 2" (1989 рік). В добірці його робіт, як режисера, фільми "День бабака" (1993 рік), "Аналізуй це" (1999 рік) та "Аналізуй те" (2002 рік).  

## Біографія
Гарольд Рейміс народився 21 листопада 1944 року в Чикаго, штат Іллінойс, в єврейській родині власників продуктового магазину Рут і Натана Рейміс. У дорослому житті не сповідував жодної релігії. Закінчив Вашингтонський університет в Сент-Луїсі, штат Міссурі. Він почав свою роботу в кінематографі в 1976 році. Найбільш відомий як сценарист фільмів «Мисливці за привидами», «День бабака», «Аналізуй це». 
У травні 2010 року Рейміс підхопив інфекцію, яка спричинила ускладнення у вигляді аутоімунного васкуліту і втрати здатності ходити. Рейміс навчився ходити заново та хвороба повернулась у 2011 році. Помер Гарольд Рейміс 24 лютого 2014 від ускладнень хвороби у своєму будинку в Чикаго у віці 69 років. Похований на кладовищі Шалом Меморіал Парк, Арлінгтон Хайтс, Чикаго.

## Особисте життя
Був одружений двічі і мав чотирьох дітей. З 1967 по 1984 рік був одружений з Анною Рейміс (до шлюбу Плоткін), з якою виховував дочку Вайолет (нар. 1977). Хрещений батько Вайолет - актор Білл Мюррей. У 1985 році народилася друга його донька - Моллі Гекерлінг, матір'ю якої була режисерка Емі Гекерлінг. У 1989 році одружився з Ерікою Манн, з якою виховував двох синів: Джуліана Артура (нар. 1990) і Деніела Гейса (нар. 1994). Хоча Рейміс поділяв гуманістичні погляди, буддизм, який сповідувала його друга дружина Еріка, сильно вплинув на його світогляд аж до кінця життя і він навіть потоваришував з Далай Ламою. 
Під час знімання "Дня бабака" Гарольд Рейміс і Білл Мюррей сильно посварилися і не розмовляли більше 20 років. Незадовго до смерті Рейміса, Мюррей приїхав до нього миритися з коробкою пончиків у супроводі поліцейських машин. На той момент Рейміс практично втратив можливість говорити, тому Мюррей майже сам підтримував усю розмову протягом декількох годин. Мюррей віддав шану Реймісу на 86-ій церемонії нагородження Академії кіномистецтва США.

## Номінації та нагороди
- 1994 — 2 номінації на премію «Сатурн» — найкращий режисер і найкращий сценарій за фільм «День бабака».
- 1994 — премія BAFTA в номінації найкращий оригінальний сценарій за фільм «День бабака».
- 1995 — премія «Джеміні» «Earle Grey Award».

## Фільмографія
- 1978 Звіринець (National Lampoon's Animal House), сценарист
- 1979 Фрикадельки (Meatballs), сценарист
- 1980 Гольф-клуб (Caddyshack), режисер, сценарист
- 1981 Добровольці мимоволі (Stripes), сценарист, актор — Рассел Зіск
- 1981 Важкий метал (Heavy Metal), озвучка
- 1983 Космічний мисливець: Пригоди в забороненій зоні (Spacehunter: Adventures in the Forbidden Zone), озвучка
- 1983 Канікули (National Lampoon's Vacation), режисер
- 1984 Мисливці на привидів (Ghostbusters), сценарист, актор — Ігон Спенглер
- 1986 Знову в школу (Back to School), сценарист
- 1986 Клуб «Рай» (Club Paradise), режисер, сценарист
- 1986 Фрикадельки 3 (Meatballs III: Summer Job), сценарист
- 1986 Озброєний і небезпечний (Armed And Dangerous), сценарист, виконавчий продюсер
- 1988 Гольф-клуб 2 (Caddyshack II), сценарист
- 1988 Вкрадений будинок (Stealing Home), актор — Алан Епплбі
- 1989 Мисливці на привидів 2 (Ghostbusters II), сценарист, актор — Ігон Спенглер
- 1991 Пес з Лас-Вегаса (Ровер Дейнджерфілд) (Rover Dangerfield), сценарист
- 1993 День бабака (Groundhog Day), режисер, сценарист, продюсер, актор — невролог
- 1995 Стюарт рятує свою сім'ю (Stuart Saves His Family), режисер
- 1996 Я і мої клони (Multiplicity), режисер, продюсер
- 1997 Краще не буває (As Good as It Gets), актор — доктор Беттес
- 1999 Аналізуй це (Analyze This), режисер, сценарист
- 2000 Засліплений бажаннями (Bedazzled), режисер, сценарист, продюсер
- 2002 Аналізуй те (Analyze That), режисер, сценарист
- 2002 Як заробити 20 мільйонів баксів (The First $ 20 Million is Always the Hardest), продюсер
- 2004 Вже вчора (È già ieri), сценарист
- 2005 Крижаний врожай (The Ice Harvest), режисер
- 2007 З ким би покуштувати сиру (I Want Someone to Eat Cheese With), продюсер
- 2009 Початок часів (Year One), режисер, продюсер, автор сценарію, актор — Адам